# Водорододефицитная звезда

Около 25% пост-АВГ звёзд с дефицитом водорода переживают фазу перерождения, перемещаясь между регионами пост-АВГ и АВГ в диаграмме Герцшпрунга — Рассела.

Звезда с дефицитом водорода представляет собой тип звезды, которая не имеет в своей атмосфере водорода или его там малое количество. Это достаточно редкий тип светил, так как большинство звёзд во Вселенной состоит преимущественно из водорода, который участвует в звёздном нуклеосинтезе. Дефицит водорода в подобных звёздах обусловлен их старением или особенностью внутреннего строения.

## Открытие
Первые предпосылки к открытию были сделаны Эдуардом Пиготтом в 1797 году. Он заметил крупное изменение в звёздной величине звезды R Coronae Borealis (R CrB).

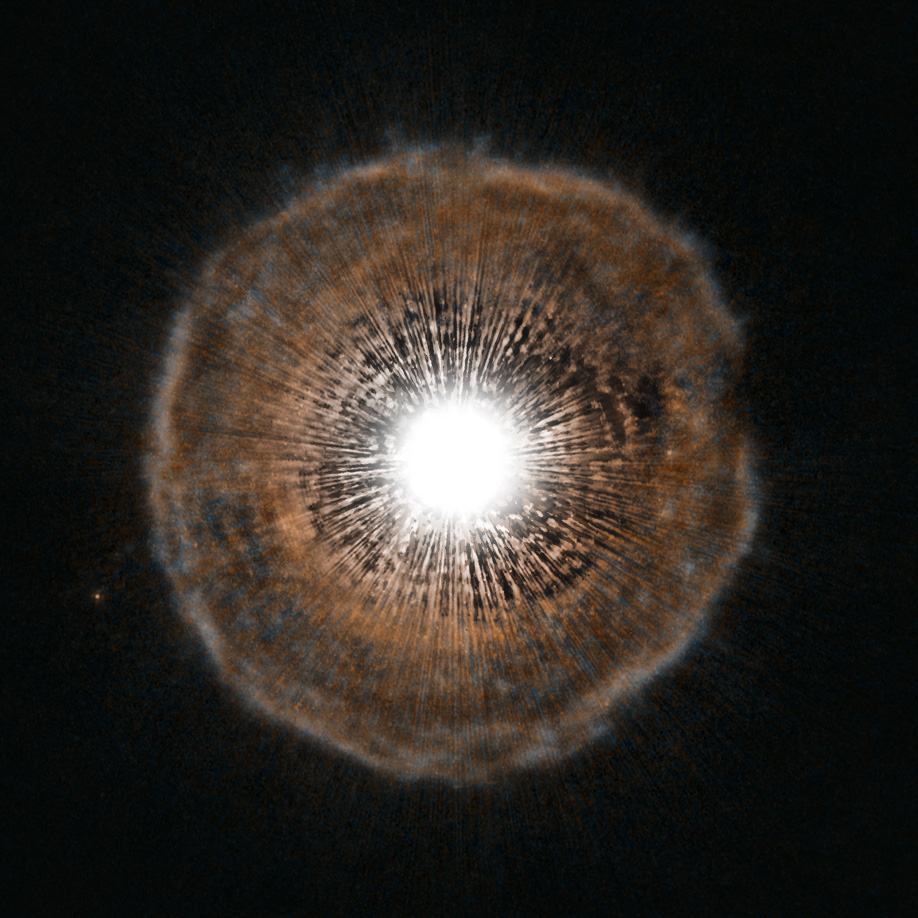
Углеродная звезда U Жирафа. Фотография телескопа «Хаббл»

 В 1867 году Шарль Вольф и Жорж Райе обнаружили необычную структуру эмиссионных линий у звёзд Вольфа—Райе.
Впервые дефицит водорода у звёзд был обнаружен в 1891 году Вильяминой Флеминг. Она отметила очень слабые линии водорода у υ Стрельца (υ Sgr), которые имели ту же интенсивность, что и дополнительные темные линии. В 1906 году Ганс Людендорф обнаружил, что спектральные линии серии Бальмера в R CrB отсутствовали. 

В то время считалось, что абсолютно все звёзды содержат водород, так как он необходим для функционирования звезды; в связи с этим, общество отвергло данные наблюдения. Только лишь в 1935—1940 годах, с появлением специальной техники и возможностей, астрономы официально смогли доказать дефицит водорода у звёзд R CrB и υ Sgr. Начиная с 1970 года многие из этих звёзд были изучены, и факт отсутствия в них водорода был окончательно подтверждён. С тех пор крупномасштабные звёздные исследования обнаружили большое количество звёзд с недостатком или отсутствием водорода. По состоянию на 2008 год, изучено 2000 подобных тел.

## Классификации
Несмотря на то что данный тип звёзд очень редкий, астрономы делят эти звёзды на 5 основных групп: массивные звёзды или звёзды выше главной последовательности, сверхгиганты c малой массой, горячие субкарлики, центральные звёзды планетарных туманностей и белые карлики. Были и другие варианты классификации, основанные на содержании углерода.

### Массивные звёзды
Звёзды Вольфа—Райе излучают яркие полосы в непрерывных спектрах, которые происходят из ионизированных атомов, таких как гелий. Хотя были и некоторые споры, но всё же они привели к итогу, что данные звёзды являются водорододефицитными.

### Низкомассивные сверхгиганты
Этот тип отличается тем, что у звёзд проявляется дефицит водорода только на последней стадии их эволюции. К примеру, уже упомянутые выше звёзды R CrB являются водорододефицитными, но у них есть и ещё одно важное отличие — вариация света; этот свет может уменьшаться на пять звёздных величин за несколько дней, и возвращаться обратно в исходное состояние.

### Белые карлики
Впервые белые карлики с дефицитом водорода были обнаружены Милтоном Хьюмасоном и Фрицем Цвикки в 1947 году и Виллемом Лейтеном в 1952 году. Особенность этих звёзд в том, что они не имеют линий водорода, но имеют довольно сильные линии поглощения гелия; HZ 43 — пример такой звезды. Ранние ультрафиолетовые измерения показали, что звезда имеет температуру более 100 000 кельвинов, но поздние исследования показали эффективную температуру до 50 400 градусов. Звёзды типа AM Гончих Псов являются бинарными водороднодефицитными белыми карликами с орбитами размером порядка десяти земных радиусов.

## Формирование
Учёные считают, что дефицит водорода вызван старением звёзд; то есть звезда за всю жизнь использует водород в ядерном синтезе, поглощая его. В свою очередь, слои водорода начинают заканчиваться, что и вызывает его отсутствие.
Подробные теоретические модели всё ещё находятся на стадии разработки, так как астрономы не могут с точностью сказать, из-за чего возникает дефицит водорода.
Например, были выдвинуты две теории, объясняющие образование экстремальных гелиевых звёзд. Сценарий полной вспышки гелия представляет собой подход с одной звездой, в котором гелиевая вспышка служит для поглощения водорода из внешнего слоя звезды. Сценарий с двойной звездой представляет собой следующее: сближение двух белых карликов вызывает гравитационные волны, что и приводит к разрушению атомов водорода. Для наблюдений лучшим является именно второй вариант.
Имеются результаты компьютерных расчётов, проведённых астрономами в прошлом веке. Исходя из них, формирование водорододефицитных звёзд может идти следующими путями:
- Для одиночных звёзд малой массы, до 1,4 солнечной, эволюция заканчивается после стадии красного гиганта сбросом внешних водородосодержащих оболочек звезды, и образованием планетарной туманности вокруг белого карлика, состоящего из гелия и углерода;
- Для одиночных звёзд более 1,4, но меньше 2 солнечных, развитие звезды может заканчиваться стадией "углеродного взрыва" либо "железного ядра", в обоих случаях оболочка разлетается в результате бурного выделения энергии, оставляя в центре белый карлик из железа и других тяжёлых элементов;
- Для одиночных звёзд массы 2 солнечные и более, развитие заканчивается коллапсом ядра в нейтронную звезду, а при массе более 3 солнечных - возможно даже, в "чёрную дыру". При этом оболочка разлетается со скоростями, превышающими 1000 км/с, оставляя компактный объект - нейтронную звезду или чёрную дыру;
- При тесном соседстве звёзд, когда эволюционирующая звезда заполняет полностью свою полость Роша, происходит неоднократный перенос вещества от одной звезды к другой, а частично - распыление в пространстве (так называемые звёзды Вольфа-Райе). Для различных начальных масс и расстояния между звёздами процесс отличается, но результатом также является образование компактных объектов. Более тяжёлая звезда эволюционирует быстрее, и вскоре после передачи массы соседке представляет собой красный гигант низкой плотности с разреженной гелиевой оболочкой (водород из наружных слоёв захвачен либо рассеян в пространстве). Время, в течение которого происходит передача массы, относительно невелико, что объясняет малый процент наблюдаемых в этот момент звёзд (Вольфа-Райе);
- Звёзды очень большой массы, более 30 солнечных, по результатам расчётов нестабильны, и при возникающих пульсациях сбрасывают массу, пока она не станет меньше 30 солнечных.